# 克拉克森瓦利 (密蘇里州)
克拉克森瓦利（英語：Clarkson Valley）是位於美國密蘇里州聖路易斯縣的城市。

## 人口
根據2020年美國人口普查的數據，克拉克森瓦利的面積為7.08平方千米，當中陸地面積為6.98平方千米，而水域面積為0.10平方千米。當地共有人口2609人，而人口密度為每平方千米369人。